# مركز بيانات محايد للشبكة
مركز البيانات المحايد للشبكة (network-neutral data center) أو مركز البيانات مُحايدة المشغل (carrier-neutral data center) هو مركز بيانات (أو مركز تنظيمي) يسمح بالتوصيل البيني بين العديد من شركات الاتصالات و/أو موفري خدمة الموقع المشترك. توجد مراكز بيانات الشبكة المحايدة في جميع أنحاء العالم وتتنوع في الحجم والقوة.
في حين أن بعض مراكز البيانات مملوكة ومدارة من قبل مزود خدمات الاتصالات أو الإنترنت، فإن غالبية مراكز البيانات المحايدة على الشبكة يتم تشغيلها من قبل طرف ثالث ليس له أي دور في تقديم خدمة الإنترنت إلى المستخدم النهائي. هذا يشجع المنافسة والتنوع حيث يمكن أن يكون للخادم في مركز الاستضافة موفر واحد أو عدة مزودين أو الاتصال مرة أخرى بالمقر الرئيسي للشركة التي تمتلك الخادم. أصبح من الشائع بشكل متزايد لمشغلي الاتصالات توفير مراكز بيانات محايدة للشبكات.
تتمثل إحدى مزايا الاستضافة في مركز بيانات محايد للشبكة في القدرة على تبديل الموفرين دون نقل الخادم فعليًا إلى موقع آخر.